# Jan Striening

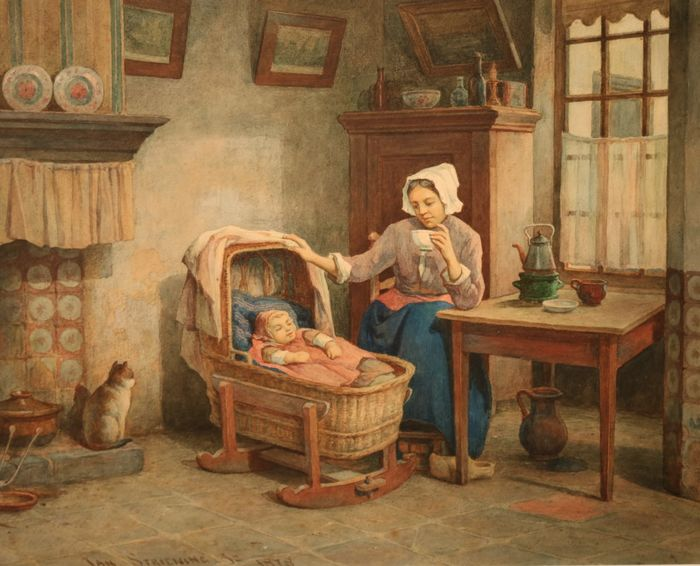
Innenraum mit Mutter und Kind

Jan Striening (* 27. Februar 1827 in Haarlem; † 3. Januar 1903 in Rotterdam) war ein niederländischer Genremaler und Kunstpädagoge. 
Striening war Schüler von Johannes Petrus Blom, Hendrik Reekers und Dirk Jan Hendrik Joosten. 
Striening war als Zeichenlehrer in Haarlem bis 1858 und ab 1858 in Deventer tätig. 1881 wurde er zum Professor an der Academie voor Beeldende Kunsten Rotterdam ernannt.
Zu seinen Schülern gehörten u. a. Gerard Altmann, Frans Bakker, Wim de Groot, Maarten Jungmann, Gerard Kerkhoff, Jo Koster, Gerrit David Labots, Louis Landré, Grarda Hermina Marius, Frederik Nachtweh, Arend Jan Nieuwenhuis, Frans Oerder, Hermannus Adrianus van van Oosterzee, Leo Oosthout, Johannes van van Overbeek, Cornelis Pouderoyen, Jos Seckel,  Louis Stutterheim und August Johannes Hendrikus Weimar.
Er malte und zeichnete meist Genreszenen. Signierte seine Werke: „Jan Striening Jzn.“, „Jan Striening Jr“ und „Jan Striening“. 
Er nahm von 1857 bis 1890 an Ausstellungen in Amsterdam, Den Haag, Rotterdam usw. teil. 